# Det spøger i Villaen
Det spøger i Villaen er en dansk stumfilm fra 1918, der er instrueret af Oscar Stribolt efter manuskript af Alfred Kjerulf.

## Handling
Denne artikel mangler et handlingsreferat. Hjælp os med at skrive det.

## Medvirkende
- Frederik Buch - Grosserer Knopp
- Betzy Kofoed - Enkefru Tulleberg, Knopps søster
- Lauritz Olsen - Alkibiades, fru Tullebergs søn
- Lizzie Thaler - En lille dame
- Charlotte Price - En lille dame